# 성인가요 베스트 30
성인가요 베스트 30은 iTV 경인방송에서 방영되었던 음악 프로그램이다. 이후 아이넷TV에서는 이를 재구성하여 그때 그순위 타임머신으로 방송하였다.
2004년 11월 6일 ITV 경인방송의 노조 파업 및 폐국으로 역사의 뒤안길로 사라졌다.

## 역대 방송시간
| 방송 채널 | 방송 기간                         | 방송 시간                        |
| iTV       |                                   |                                  |
| --------- | --------------------------------- | -------------------------------- |
| iTV       | 2001년 2월 10일 ~ 2002년 4월 6일  | 매주 토요일 밤 10:30 ~ 밤 11:30  |
| iTV       | 2002년 7월 20일 ~ 2003년 8월 30일 | 매주 토요일 밤 10:30 ~ 밤 11:30  |
| iTV       | 2002년 4월 13일 ~ 2002년 5월 25일 | 매주 토요일 밤 11:00 ~ 새벽 0:00 |
| iTV       | 2002년 7월 6일 ~ 2002년 7월 13일  | 매주 토요일 밤 11:00 ~ 새벽 0:00 |
| iTV       | 2002년 6월 1일 ~ 2002년 6월 29일  | 매주 토요일 밤 11:10 ~ 새벽 0:10 |
| iTV       | 2003년 9월 6일 ~ 2003년 10월 25일 | 매주 토요일 밤 10:25 ~ 밤 11:25  |
| iTV       | 2003년 11월 1일 ~ 2004년 4월 10일 | 매주 토요일 밤 10:20 ~ 밤 11:20  |
| iTV       | 2004년 4월 17일 ~ 2004년 7월 3일  | 매주 토요일 밤 10:15 ~ 밤 11:25  |
| iTV       | 2004년 7월 10일 ~ 2004년 11월 6일 | 매주 토요일 밤 10:20 ~ 밤 11:30  |

## 구성
- 21~30위 순
- 11~20위 순
- 신곡 인사드립니다
- 신인에게 날개를
- 영원한 애창곡
- 1~10위 순

## 역대 진행자
- 1대 김성환, 한혜진 : 2001년 2월 10일 ~ 2002년 9월 14일
- 3대 김성환, 김혜영 : 2003년 2월 8일 ~ 2003년 10월 25일
- 4대 이택림, 전원주 2003년 11월 1일 ~ 2004년 11월 6일